# Мехия, Либорио
Либо́рио Хосе́ Аполина́р Мехи́я-и-Гутье́ррес де Ла́ра (исп. Liborio José Apolinar Mejía y Gutiérrez de Lara; 28 июля 1792 — 3 сентября 1816) — южноамериканский военный и политический деятель.

## Биография
Либорио Мехия родился в 1792 году в Рионегро, он был сыном Хосе Антонио Мехии и Марии Гутьеррес де Лара. В 1808—1812 годах учился в Колледже Св. Варфоломея в Боготе. После возвращения в Медельин некоторое время преподавал философию в провинциальном колледже; вместе с Франсиско Хосе де Кальдасом разрабатывал план обороны провинции Антьокия в случае нападения испанских роялистов.
В 1813 году Либорио Мехия вступил в армию, создаваемую полковником Хосе Марией Гутьерресом. Он быстро дослужился до звания полковника и стал командующим гарнизона Попаяна.
Когда началось возвращение Новой Гранады под власть Испании, то местные войска не могли оказывать серьёзное сопротивление королевским испанским войскам, и откатывались на юг. 6 мая 1816 год испанцы взяли Боготу, и 22 июня 1816 года президент Хосе Фернандес Мадрид заявил о своей отставке. Постоянный Комитет, собравшийся в это время в Попаяне, назначил новым президентом Кустодио Гарсиа Ровиру, а Либорио Мехие предложил пост вице-президента. В связи с тем, что Гарсио Ровира в этот момент отсутствовал, Либорио Мехия стал исполняющим обязанности президента Соединённых Провинций Новой Гранады. Восемь дней спустя Мехия передал президентские обязанности Гарсио Ровире, а сам стал вице-президентом. Однако вскоре войска новогранадцев были окончательно разбиты испанцами, Мехия попал в плен и привезён в Боготу, где казнён 3 сентября.